# Anette Hoffmann
Anette Hoffmann-Møberg (* 5. Mai 1971 in Egvad) ist eine ehemalige dänische Handballspielerin.
Hoffmann spielte anfangs bei Jelling FS und wechselte 1990 zu Viborg HK, für den sie bis 1997 auflief. Die linke Außenspielerin bestritt insgesamt 207 Liga- und Europapokalspiele für VHK, mit dem sie vier Meisterschaften, drei nationale Pokaltitel und einen EHF-Pokal gewann. Nachdem Hoffmann anschließend ein Jahr für den spanischen Verein Corte Blanco Bidebieta auf Torejagd gegangen war, schloss sie sich dem dänischen Verein KIF Kolding an. Im Jahre 2002 beendete sie dort ihre Karriere.
Anette Hoffmann bestritt 183 Länderspielen für die dänische Nationalmannschaft, in denen sie 641 Tore warf. Mit Dänemark gewann sie 1996 und 2000 die olympische Goldmedaille, 1997 die Weltmeisterschaft sowie 1994 und 1996 die Europameisterschaft.